# Бояри (Молодечненський район, Тюрлівська сільська рада)
Бояри (біл. вёска Баяры) — село в складі Молодечненського району Мінської області, Білорусь. Село підпорядковане Тюрлівській сільській раді, розташоване в західній частині області.